# Ферфилд (Небраска)
Ферфилд (енгл. Fairfield) град је у америчкој савезној држави Небраска.

## Демографија
По попису из 2010. године број становника је 387, што је 80 (-17,1%) становника мање него 2000. године.
| Група             | 2000.       | 2010.       |
| Белци             | 457 (97,9%) | 381 (98,4%) |
| Афроамериканци    | 1 (0,2%)    | 0 (0,0%)    |
| Азијати           | 0 (0,0%)    | 0 (0,0%)    |
| Хиспаноамериканци | 8 (1,7%)    | 3 (0,8%)    |
| Укупно            | 467         | 387         |